# Тюр Ромменс
Тюр Ромменс (нід. Tuur Rommens, нар. 26 березня 2003, Ауд-Турнгаут, Бельгія) — бельгійський футболіст, фланговий захисник клубу «Вестерло».

## Ігрова кар'єра

### Клубна
Тюр Ромменс є вихованцем футбольної школи клубу «Генк», де він грав за молодіжну команду з 2013 року. Виступаючи в юнацькій лізі Ромменс був капітаном своєї команди.
Перший професійний контракт з «Генком» Ромменс підписав у лютому 2020 року. У квітні 2021 року він продовжив дію контракту до літа 2024 року. 27 жовтня 2021 року Ромменс зіграв свою першу гру в основі у матчі Кубка Бельгії. В чемпіонаті країни футболіст дебютував 16 грудня 2021 року, коли вийшов на заміну у матчі проти «Шарлеруа».
У липні 2023 року Ромменс перейшов до стану «Вестерло», підписавши з клубом контракт на чотири роки. 13 серпня 2023 року Тюр провів першу гру у новій команді.

### Збірна
З 2020 року Тюр Ромменс виступав за юнацькі збірні Бельгії, де був капітаном команди. З 2023 року Ромменс є гравцем молодіжної збірної Бельгії.